# Schuco

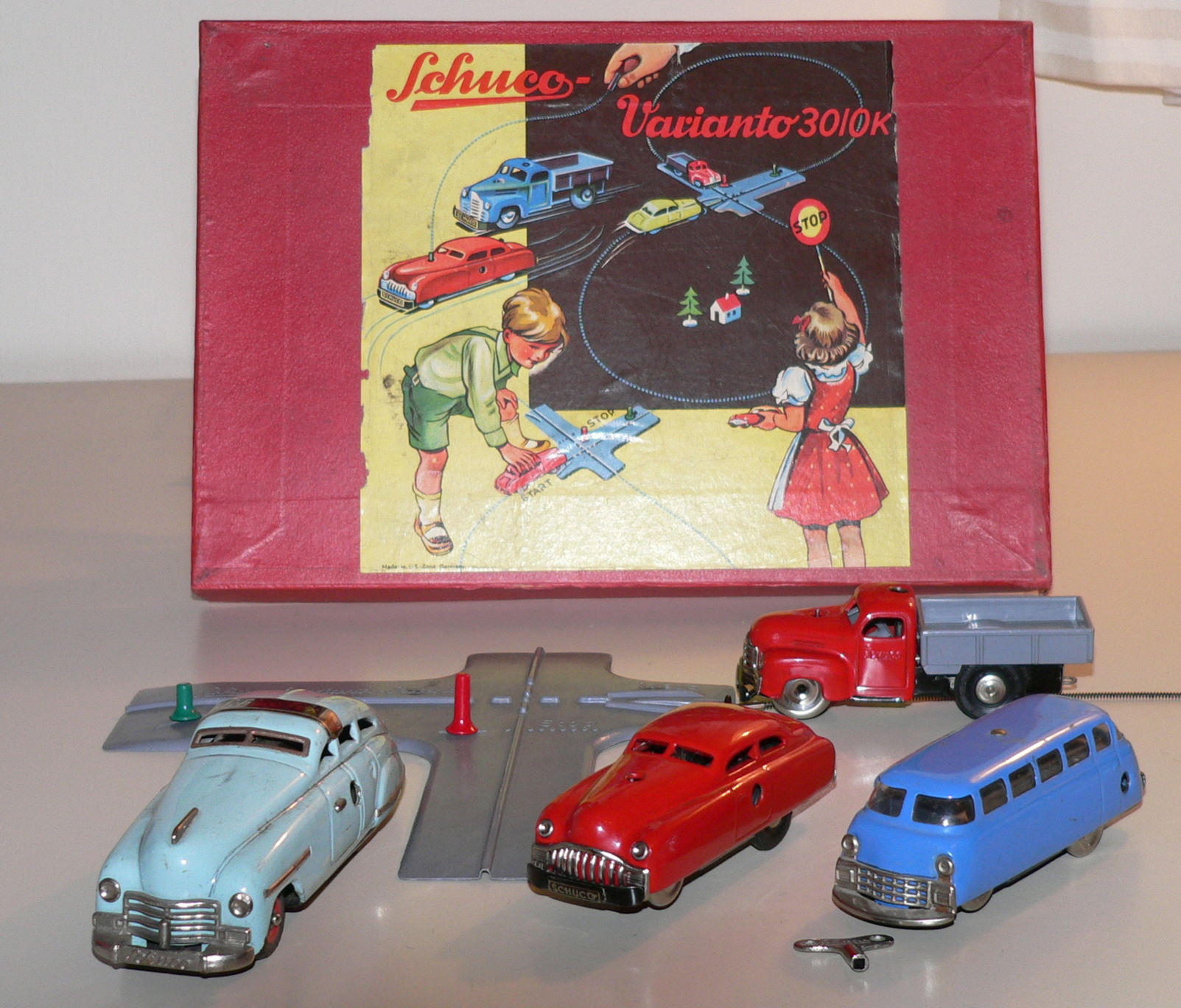
Boite et jouets Schuco (vers 1954).

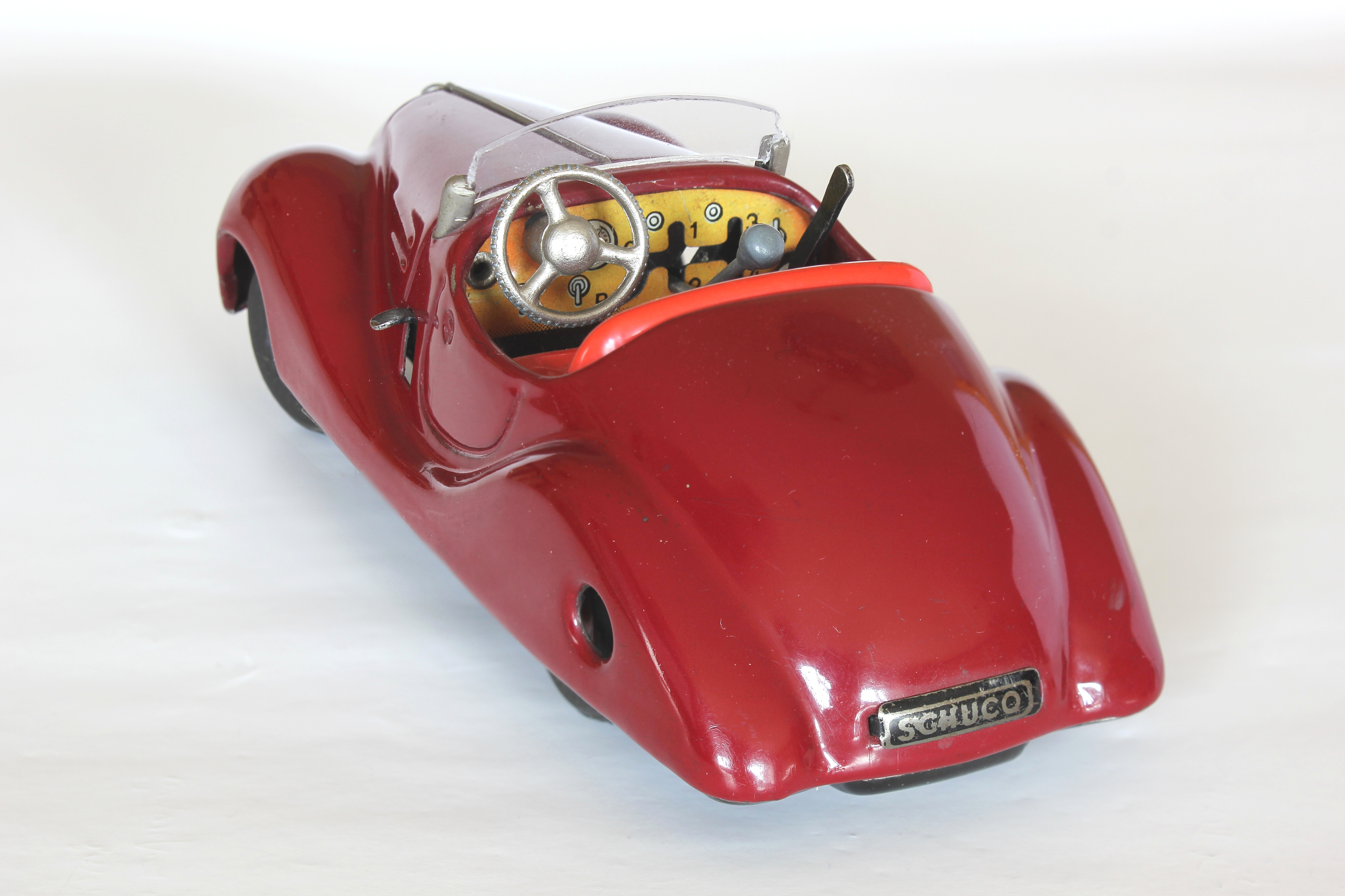
Schuco Examico 4001 (1948).

Schuco est une société allemande fabriquant des jouets, créée à Nuremberg en 1912 par Heinrich Müller et Heinrich Schreyer sous le nom de Spielzeugfirma Schreyer & Co.
C'est en 1921 qu'elle abrège sa dénomination initiale en "Schuco". Elle devient célèbre à partir des années 1930 pour ses collections de voitures.
Au départ, la technique de la tôle emboutie est le mode de production, la technologie de mécanisme fait de Schuco l'une des marques les plus recherchées, très haut de gamme ; c'est aussi une des plus chères.
Aujourd'hui, même si la gamme de jouets en tôle est toujours au catalogue sous l'appellation Schuco classic, la marque produit surtout des miniatures automobile en injection métal, principalement de marques allemandes telles que Mercedes-Benz, Audi, BMW, Opel et Porsche. 
Depuis 1999, Schuco fait partie du groupe allemand Simba Dickie Group.

## Échelles éditées

### 1/87
Très apprécié en Allemagne mais aussi en France pour les réseaux de trains miniatures, Schuco reproduit des automobiles civiles anciennes et actuelles, automobiles de course anciennes et nouvelles, des semi-remorques, camions de livraison, de pompier, de police, des bus, autocars, camping-cars, véhicules agricoles et travaux publics.
Schuco a également à cette échelle la gamme Piccolo, une ancienne marque avec un mode de fabrication lui aussi ancien ; aucune vitre n'est en plastique, tous les détails sont peints sur le modèle moulé d'un bloc en métal.

### 1/43
La plus importante et la plus apprécié des collectionneurs, Schuco à la réputation de reproduire avec une très grande précision et détail des automobiles civiles et de compétition, mais aussi des camions. Les modèles sont en zamac, des éditions limitées en résine sont également proposées.

### 1/18
L'échelle la plus récente chez Schuco, très haut de gamme, peu de modèles, automobile mais aussi un camion de transport de Porsche de compétition fait de Schuco une grande marque de cette échelle.

### Classic
Il s'agit des rééditions des modèles Schuco en tôle emboutie, sans échelle indiquée mais la plupart sont au 1/24. Pour répondre à la demande de nombreux collectionneurs, une grande partie des modèles d'avant guerre et des années 1950 sont refabriqués quelquefois en série spéciale comme celle de la Poste Allemande.

### Fabrication ancienne
Des détails permettent de reconnaître les anciennes des plus récentes comme par exemple "made in Germany" avant guerre, "made in US zone" pour après 1945 et "made in Western Germany" pour les années 1980. Les pneus des anciens modèles sont plus épais et marqués SCHUCO. Les valeurs sont élevées pour les anciennes (Examico, Radio Auto, Akustico...) quelquefois plusieurs centaines d'euros, d'où l'importance de reconnaître les modèles récents dont la cote est bien moindre. 
Le fait que les modèles soient complets (pare brise, etc.) est important.